# Taras Sakiv
Taras Stepanovyč Sakiv (in ucraino Тарас Степанович Саків?; Burštyn, 19 novembre 1997) è un calciatore ucraino, difensore del Karpaty L'viv.

## Caratteristiche tecniche
È un terzino sinistro.

## Carriera
Cresciuto nel settore giovanile del Vorskla, ha esordito in prima squadra il 1º aprile 2017 in occasione dell'incontro di Prem"jer-liha vinto 2-0 contro il Volyn'. Il 31 ottobre dell'anno seguente ha segnato la sua prima rete, aprendo le marcature dell'incontro di Kubok Ukraïny vinto 2-1 contro il Čornomorec'.

## Statistiche
Statistiche aggiornate al 10 novembre 2020.

### Presenze e reti nei club
| Stagione          | Squadra           | Campionato        | Campionato | Campionato | Coppe nazionali | Coppe nazionali | Coppe nazionali | Coppe continentali | Coppe continentali | Coppe continentali | Altre coppe | Altre coppe | Altre coppe | Totale | Totale | Totale |
| Stagione          | Squadra           | Comp              | Pres       | Reti       | Comp            | Pres            | Reti            | Comp               | Pres               | Reti               | Comp        | Pres        | Reti        | Pres   | Reti   |        |
| ----------------- | ----------------- | ----------------- | ---------- | ---------- | --------------- | --------------- | --------------- | ------------------ | ------------------ | ------------------ | ----------- | ----------- | ----------- | ------ | ------ | ------ |
| 2016-2017         | Vorskla           | PL                | 7          | 0          | CU              | 0               | 0               |                    | -                  | -                  |             | -           | -           | 7      | 0      |        |
| 2017-2018         | Vorskla           | PL                | 2          | 0          | CU              | 0               | 0               |                    | -                  | -                  |             | -           | -           | 2      | 0      |        |
| 2018-2019         | Vorskla           | PL                | 10         | 0          | CU              | 2               | 1               | UEL                | 2                  | 0                  |             | -           | -           | 14     | 1      |        |
| 2019-gen. 2020    | Vorskla           | PL                | 3          | 0          | CU              | 0               | 0               |                    | -                  | -                  |             | -           | -           | 3      | 0      |        |
| Totale Vorskla    | Totale Vorskla    | Totale Vorskla    | 22         | 0          |                 | 2               | 1               |                    | 2                  | '                  |             | -           | -           | 26     | 1      |        |
| gen.-giu. 2020    | Ruch L'viv        | 1L                | 6          | 0          | CU              | 0               | 0               |                    | -                  | -                  |             | -           | -           | 6      | 0      |        |
| sett. 2020        | Ruch L'viv        | PL                | 1          | 0          | CU              | 0               | 0               |                    | -                  | -                  |             | -           | -           | 1      | 0      |        |
| Totale Ruch L'viv | Totale Ruch L'viv | Totale Ruch L'viv | 7          | 0          |                 | 0               | 0               |                    | -                  | -                  |             | -           | -           | 7      | 0      |        |
| 2020-2021         | Mynaj             | PL                | 8          | 0          | CU              | 1               | 1               |                    | -                  | -                  |             | -           | -           | 9      | 1      |        |
| Totale carriera   | Totale carriera   | Totale carriera   | 37         | 0          |                 | 3               | 2               |                    | 2                  | 0                  |             | -           | -           | 42     | 2      |        |